# Acanthodelta ekeikei
Acanthodelta ekeikei är en fjärilsart som beskrevs av Bethune-Baker 1906. Acanthodelta ekeikei ingår i släktet Acanthodelta och familjen nattflyn. Inga underarter finns listade i Catalogue of Life.